# Dragan Grivić
Dragan Grivić (Kotor, 1996. február 12. –) montenegrói válogatott labdarúgó, a Sutjeska Nikšić játékosa.

## Pályafutása

### Klubcsapatokban
A Grbalj saját nevelésű játékosaként mutatkozott be a felnőttek között. 2018. június 23-án jelentették be, hogy kétévre a Sutjeska Nikšić szerződtette. 2018. augusztus 11-én mutatkozott be a Lovćen elleni 1–1-re végződő bajnoki mérkőzésen. 2020. február 22-én megszerezte első bajnoki gólját az Iskra Danilovgrad ellen. Július 24-én egy évvel meghosszabbította a szerződését a klubbal.

### A válogatottban
Többszörös montenegrói korosztályos válogatott labdarúgó. 2021. június 5-én mutatkozott be a felnőtt válogatottban Izrael elleni barátságos mérkőzésen.

## Statisztika
2023. április 1-i állapotnak megfelelően.
| Klub            | Szezon   | Bajnokság    | Bajnokság | Bajnokság | Kupa  | Kupa  | Nemzetközi | Nemzetközi | Összesen | Összesen |
| Klub            | Szezon   | Osztály      | Mérk.     | Gólok     | Mérk. | Gólok | Mérk.      | Gólok      | Mérk.    | Gólok    |
| --------------- | -------- | ------------ | --------- | --------- | ----- | ----- | ---------- | ---------- | -------- | -------- |
| Grbalj          | 2013–14  | First League | 2         | 0         | 0     | 0     | —          | —          | 2        | 0        |
| Grbalj          | 2014–15  | First League | 6         | 1         | 0     | 0     | —          | —          | 6        | 0        |
| Grbalj          | 2015–16  | First League | 28        | 2         | 3     | 0     | —          | —          | 31       | 2        |
| Grbalj          | 2016–17  | First League | 25        | 2         | 7     | 0     | —          | —          | 42       | 2        |
| Grbalj          | 2017–18  | First League | 17        | 3         | 2     | 0     | —          | —          | 19       | 3        |
| Grbalj          | Összesen | Összesen     | 78        | 8         | 12    | 0     | 0          | 0          | 90       | 8        |
| Sutjeska Nikšić | 2018–19  | First League | 14        | 0         | 0     | 0     | 3          | 0          | 17       | 0        |
| Sutjeska Nikšić | 2019–20  | First League | 22        | 2         | 2     | 1     | 0          | 0          | 24       | 3        |
| Sutjeska Nikšić | 2020–21  | First League | 32        | 3         | 0     | 0     | 1          | 0          | 33       | 3        |
| Sutjeska Nikšić | 2021–22  | First League | 9         | 2         | 0     | 0     | 4          | 0          | 13       | 2        |
| Sutjeska Nikšić | 2022–23  | First League | 20        | 5         | 0     | 0     | 4          | 0          | 24       | 5        |
| Sutjeska Nikšić | Összesen | Összesen     | 97        | 12        | 2     | 1     | 12         | 0          | 111      | 13       |
| Összesen        | Összesen | Összesen     | 175       | 20        | 14    | 1     | 12         | 0          | 201      | 21       |

## Sikerei, díjai
- Sutjeska Nikšić
  - Montenegrói bajnokság: 2018–19, 2021–22